# Katia Ferreira Rodrigues
Katia Ferreira Rodrigues de Heerklotz (1957) es una micóloga, taxónoma y profesora brasileña.
En 1981, se diplomó en historia natural, por la Facultad de Biología y Psicología Maria Thereza; para obtener la maestría en Biología Vegetal, por la Universidad de la Ciudad de Nueva York, defendió la tesis Estudios en el género Phylacia (Xylariaceae), en 1990; y, el doctorado, en la misma casa de altos estudios, en 1992, con la defensa de la tesis: Los hongos endófitos en la palma tropical Euterpe oleracea, Mart.
Realizó dos posdoctorados:
- 1994: en la Cornell University
- 2002: Swiss Federal Institute of Technology

Es investigadora de la Fundación Oswaldo Cruz (Manguinhos, Río de Janeiro) con experiencia en el área de Microbiología (Biología y Fisiología de Microorganismos) con énfasis en micología, en los temas de: taxonomía, sistemática y bioprospección de microhongos con potencial antimicrobiano. Posee en coautoría, patentes de extracción de componentes fúngicos para fines farmacéuticos.

## Algunas publicaciones
- katia f. Rodrigues, s.v. Kumar. 2009. Isolation and characterization of microsatellite loci in Phalaenopsis gigantea. Conservation Genetics, 10 (3): 559-562 ISSN 1566-0621
- ---------------------------, ---------------. 2009. Isolation and characterization of 24 microsatellite loci in Paphiopedilum rothschildianum, an endangered slipper orchid. Conservation Genetics, 10 (1): 127-130. ISSN 1566-0621
- ---------------------------; COSTA, Gisela L ; CARVALHO, Meriane P ; EPIFANIO, Rosangela A. 2005. EVALUATION OF EXTRACTS PRODUCED BY SOME TROPICAL FUNGI AS POTENTIAL CHOLINESTERASE INHIBITORS. World J. of Microbiology and Biotechnology 21: 1617-1621
- ---------------------------; SIEBER, Thomas N ; GRUNIG, Christoph R ; HOLDENRIEDER, Ottmar. 2004. CHARACTERIZATION OF GUIGNARDIA MANGIFERAE ISOLATED FROM TROPICAL PLANTS BASED ON MORPHOLOGY, ISSR-PCR AMPLIFICATIONS AND ITS1-5.8S-ITS2 SEQUENCES. Mycological Res. 108: 45-52
- CORRADO, Marcia Conceicao ; RODRIGUES, Katia F. 2004. ANTIMICROBIAL EVALUATION OF FUNGAL EXTRACTS PRODUCED BY ENDOPHYTIC STRAINS OF Phomopsis sp. J. of Basic Microbiology 44 (2 ): 157-160
- RODRIGUES, Katia F. ; DRANDAROV, Konstantin ; HEERKLOTZ, J. ; HESSE, M. ; WERNER, C. 2001. GUIGNARDIC ACID, A ANOVEL TYPE OF SECONDARY METABOLITE PRODUCED BY THE ENDOPHYTIC FUNGUS Guignardia sp.: ISOLATION, STRUCTURE ELUCIDATION, AND ASYMMETRIC SYNTHESIS. Helvetica Chimica Acta 84 (12 ): 3766-3772

### Capítulos de libros
- RODRIGUES, Katia F. ; PFENNING, L. 1999. Diversidade no Reino Fungi: Ascomycota. En: Canhos, V. P. & Vazoller, R. F. (orgs.) Biodiversidade do Estado de São Paulo, Brasil, 1: microrganismos & vírus. São Paulo: Winner Graph, pp. 26-31
- ----------------------------- ; PETRINI, O. 1997. BIODIVERSITY OF ENDOPHYTIC FUNGI IN TROPICAL REGIONS. En: HYDE, K. D. (orgs.) DIVERSITY OF TROPICAL MICROFUNGI. HONG KONG: UNIV. OF HONG K0NG PRESS, pp. 57-69
- ------------------------------. 1996. FUNGAL ENDOPHYTES OF PALMS. En: REDLIN, S. C CARRIS, L. M. (orgs.) ENDOPHYTIC FUNGI IN GRASSES AND WOODY PLANTS - SYSTEMATICS, ECOLOGY AND EVOLUTION. ST. PAUL, MN, ESTADOS UNIDOS: AM. PHYTOPATHOLOGICAL SOC. PRESS, pp. 121-132

### Revisión de periódicos
- 2006 - 2006, Periódico: Brazilian J. of Microbiology

2005 - 2005
- Periódico: Acta Botanica Brasilica
- Periódico: Electronic J. of Biotechnology
- Periódico: Scientia Agricola

- 2000 - 2000, Periódico: Memórias do Instituto Oswaldo Cruz

1999 - 1999
- Periódico: Revista de Fitopatologia Brasileira
- Periódico: Revista de Microbiología

1996 - 1996
- Periódico: Memórias do Instituto Oswaldo Cruz (0074-0276)
- Periódico: Mycological Research
- Periódico: Sydowia

## Reconocimientos
- Becaria de posdoctorado en el exterior, del Consejo Nacional de Desarrollo Científico y Tecnológico, CNPq, Brasil[2]

## Membresías
- de la Sociedad Botánica del Brasil[5]
- Plantas do Nordeste[6]